# مقاطعة جيلكريست (فلوريدا)
مقاطعة جيلكريست هي مقاطعة في فلوريدا، بلغ عدد سكانها 16٬939  نسمة، في 2010، عاصمتها ترينتون، تبلغ مساحتها 921 كيلومتر مربع.

## الموقع
تشترك في الحدود مع:
- مقاطعة كولومبيا، فلوريدا
- مقاطعة ديكسي (فلوريدا)
- مقاطعة سواني
- مقاطعة ليفي (فلوريدا)
- مقاطعة ألاتشوا
- مقاطعة لافاييت (فلوريدا).

## التقسيمات الإدارية
- ترينتون.